# Mikala Mogensen
Mikala Maria Mogensen (* 3. Oktober 2001) ist eine dänische Volleyballspielerin.

## Karriere
Mogensen spielte in ihrer Heimat zunächst bei Lyngby-Gladsaxe Volley und bei Ikast KFUM Volley. Von 2018 bis 2022 war sie zusammen mit ihrer älteren Schwester Nikoline bei Holte IF aktiv und gewann hier 2019 die dänische Meisterschaft sowie in den beiden folgenden Spielzeiten das Double aus Meisterschaft und Pokal. Hinzu kamen 2022 die Vizemeisterschaft und das Pokalfinale. Die Außenangreiferin spielte von 2016 bis 2019 auch in der dänischen Juniorinnen-Nationalmannschaft und seit 2019 in der dänischen A-Nationalmannschaft. 2022 wurde Mogensen vom deutschen Bundesligisten USC Münster verpflichtet und stand mit dem Verein aus Westfalen 2025 im deutschen Pokalfinale.
Im Jahr 2025 wechselte sie zum mehrfachen Meister und Pokalsieger Allianz MTV Stuttgart.
Mogensen spielt in den Sommermonaten auch Beachvolleyball.